# Linea Yanfang
La linea Yanfang (in cinese 北京地铁燕房线S, Běijīng dìtiě yànfáng xiànP) è una linea sopraelevata della metropolitana di Pechino. Inaugurata il 30 dicembre 2017, e gestita dalla Beijing Metro Operation Administration, la linea è composta da 9 stazioni, tutte collocate nel distretto di Fangshan, e si snoda lungo un percorso di circa 14 km, dalla stazione di Yancundong fino alla stazione di Yanshan. Per effettuare l'intera tratta sono necessari circa 24 minuti, ad una velocità massima di 80 km/h. La linea Yanfang è una prosecuzione della linea Fangshan ed è, di fatto, rappresentata dallo stesso colore arancione.
La linea Yanfang è la prima linea di metropolitana di tutta la Cina ad essere totalmente automatizzata.

## Storia
Nel 2011 venne condotta una valutazione sull'impatto ambientale che avrebbe avuto la linea Yanfang, la quale venne considerata negativa dal Ministero per la protezione ambientale in quanto la linea avrebbe avuto influenze anche sul progetto di trasferimento delle acque da sud a nord (cinese: 南水北调工程, Nán shuǐ běi diào gōngchéng). La valutazione ricevette parere favorevole solamente all'inizio del 2014.
Per la realizzazione della linea Yanfang sono stati stanziati 9,1 miliardi di renminbi (circa 1,170 miliardi di euro) di budget. I lavori di costruzione sono ufficialmente iniziati a fine 2013 ed è stata inaugurata il 30 dicembre 2017. A fine 2019 iniziarono le valutazioni per la realizzazione della diramazione ovest della linea ma, per via del basso tasso di utilizzo della tratta principale, i lavori di costruzione vennero posticipati e sono tuttora in fase di analisi.

## Percorso e stazioni

### Percorso
| Unknown route-map component "uhSTR+l" | Unknown route-map component "uhSTRq" | Unknown route-map component "uhSTR+r" | Unknown route-map component "uhCONTg" |

| Unknown route-map component "uhSTRe" | Unknown route-map component "uhSTR+le" | Unknown route-map component "uhKRZho" | Unknown route-map component "uhABZgr" |

| Unknown route-map component "uKRWg+l" | Unknown route-map component "uKRWgr" | Unknown route-map component "uhKRWg+l" | Unknown route-map component "uhKRWgr" |

| Urban non-passenger end station | Urban straight track | Unknown route-map component "uhXBHF-L" | Unknown route-map component "uhKXBHFe-R" |

|  | Urban non-passenger end station | Unknown route-map component "uhSTR" |  |

|  | Unknown route-map component "uhBHF" |

|  | Unknown route-map component "CONTgq" | Unknown route-map component "umhKRZ" | Unknown route-map component "CONTfq" |

|  | Unknown route-map component "uhBHF" |

|  | Unknown route-map component "uhBHF" |

|  | Unknown route-map component "uhBHF" |

|  | Transverse water | Unknown route-map component "uhKRZW" | Transverse water |

|  | Unknown route-map component "uhBHF" |

|  | Unknown route-map component "uhBHF" |

|  | Unknown route-map component "CONTgq" | Unknown route-map component "umhKRZ" | Unknown route-map component "CONTfq" |

|  | Unknown route-map component "uhBHF" |

|  | Unknown route-map component "uhKBHFe" |

### Stazioni
|                    | Nome stazione               | Nome in cinese, pinyin | Percorrenza (ore) | Distanza (km) | Interscambi |
| ------------------ | --------------------------- | ---------------------- | ----------------- | ------------- | ----------- |
| Yancundong         | 阎村东 Yáncūn dōng          | 0:00                   | 0:00              |               |             |
| Zicaowu            | 紫草坞 Zǐcǎowù              | 0:03                   | 1,54              |               |             |
| Yancun             | 阎村 Yáncūn                 | 0:06                   | 2,75              |               |             |
| Xingcheng          | 星城 Xīngchéng              | 0:09                   | 4,40              |               |             |
| Dashihedong        | 大石河东 Dàshíhé dōng       | 0:13                   | 6,39              |               |             |
| Magezhuang         | 马各庄 Mǎgèzhuāng           | 0:17                   | 8,41              |               |             |
| Raolefu            | 饶乐府 Ráolèfǔ              | 0:20                   | 9,40              |               |             |
| Fangshan Chengguan | 房山城关 Fángshān chéngguān | 0:20                   | 11,17             |               |             |
| Yanshan            | 燕山 Yānshān                | 0:24                   | 13,25             |               |             |

## Materiale rotabile
| Modello | Imagine | Produttore                      | Costruzione | In servizio | Numeri flotta | Deposito    |
| ------- | ------- | ------------------------------- | ----------- | ----------- | ------------- | ----------- |
| DKZ70   |         | CRRC Changchun Railway Vehicles | 2015        | 15          | YF 001–YF015  | Yancun Nord |
| SFM16   |         | CRRC Qingdao Sifang             | 2016        | 1           | YF016         | Yancun Nord |